# Óscar Únzaga
Óscar Únzaga da Vega (Cochabamba, Bolívia, 19 de abril de 1916 – La Paz, 19 de abril de 1959) foi um político boliviano, fundador e líder de Falange Socialista Boliviana.
Únzaga foi uma figura política e rebelde boliviano, inspirado no falangismo espanhol e autor da tese do Novo Estado Boliviano. O mais significativo de sua trajetória foi a fundação da Falange Socialista Boliviana (FSB), em 1937. Candidatou-se à presidência nas eleições de 1956, quando seu partido se tornou o principal movimento de oposição ao Movimiento Nacionalista Revolucionario (MNR).

## Primeiros anos
Nasceu em 19 de abril de 1916 na cidade de Cochabamba, Bolívia. Únzaga ficou profundamente impactado pelas desventuras e calamidades que sofria o soldado boliviano durante o confronto bélico que sustentou Bolívia contra Paraguai, na Guerra do Chaco.
Seu nacionalismo e apego ao militarismo provêm, como diz um de seus biógrafos, de sua origem: “filho do coronel Camilo Unzaga, sobrinho do general Julio da Vega e irmão do militar Alberto, que faleceu na Guerra do Chaco.

## Fundação da FSB
Como estudante universitário de Agronomia, fundou o Centro Universitário Boliviano na cidade de Santiago, em 1937, do qual foi presidente. Com um grupo de jovens estudantes, integrado por Guillermo Koenning, Federico Mendoza, Óscar Únzaga de la Vega, Germán Aguilar e Hugo Arias fundaram a Falange Socialista Boliviana em 15 de agosto de 1937, nessa mesma cidade, proclamando a necessidade de instaurar na Bolívia o Novo Estado Boliviano.
Quando a FSB completou 8 anos de existência, Óscar Únzaga de la Vega, que até então havia atuado como Secretário-Geral da FSB, foi nomeado chefe do partido durante a Convenção Nacional de 1945, realizada na cidade de Oruro. Diante dos acontecimentos políticos ocorridos na Bolívia durante esse período, a FSB estabeleceu como objetivo central fazer oposição ao governo que havia colocado Tomás Monje Gutiérrez na presidência do país após um golpe de Estado.

## Tentativa revolucionária e morte
Em 19 de abril de 1959, a Falange Socialista Boliviana (FSB) colocou em prática um plano para derrubar o governo do Movimento Nacionalista Revolucionário (MNR). A tentativa fracassou, resultando na morte de 14 dirigentes da Falange, que foram executados após a tentativa de tomada do Regimento de Escolta Presidencial Waldo Ballivián.
No mesmo dia, 19 de abril de 1959, Óscar Únzaga de la Vega foi localizado pelo governo do MNR e encontrado morto com dois disparos na cabeça, na rua Teniente Oquendo, na cidade de La Paz. Ao seu lado, também foi encontrado morto seu colaborador René Gallardo, com um disparo na cabeça. As circunstâncias exatas das mortes permanecem objeto de controvérsia entre diferentes interpretações históricas.
A versão oficial divulgada à época alegava que ambos haviam cometido suicídio. No entanto, o relatório forense elaborado pela equipe médica responsável pela autópsia, da qual participou o doutor Hernán Messuti Ribera, concluiu que se tratava de homicídio.

## Biografia
- FSB, programa de princípios e outros documentos, 1972, Cochabamba.
- Óscar Únzaga da Vega, Mensagens à Nação: julho de 1940, agosto de 1941, junho de 1942, fevereiro de 1943, agosto de 1944, setembro de 1946, agosto de 1953, agosto de 1956, Bolívia.
- Oscar Unzaga da Vega: semblanza do homem e seu partido, José Gamarra Zorrilla, Salamandra, 1996.
- Morri em meu aniversário (Morir en mi cumpleaños), Lupe Cajías, 2011.
- Unzaga, a voz dos inocentes, Ricardo Sanjinés Ávila, 2013. Versão Digital 2021